# Reimarochloa acuta
Reimarochloa acuta är en gräsart som först beskrevs av Johannes Flüggé, och fick sitt nu gällande namn av Albert Spear Hitchcock. Reimarochloa acuta ingår i släktet Reimarochloa och familjen gräs. Inga underarter finns listade i Catalogue of Life.